# Sellent
Sellent es un municipio español de la Comunidad Valenciana, España. Perteneciente a la provincia de Valencia, en la comarca de la Ribera Alta.

## Geografía

### Situación
Está situado a unos 55 kilómetros de Valencia, al extremo Sur de la comarca de la Ribera Alta y enclavado entre montañas, excepto en su parte Noroeste por donde se ensancha el valle del río Sellent que ha dado nombre al pueblo, y que ha formado con sus arrastres una cuenca sedimentaria relativamente plana.
El barranco de l'Horteta divide el casco antiguo del nuevo. El primero ocupa un montículo o colina a unos 80 metros sobre el nivel del mar
Desde Valencia se accede a esta localidad a través de la A-7 para enlazar con la CV-564 y luego con la CV-555.
El clima es típicamente mediterráneo.

### Localidades limítrofes
El término municipal de Sellent limita con las siguientes localidades:
Cárcer y Cotes al norte; Llanera de Ranes y Rotglá y Corbera al sur; Játiva y Llosa de Ranes al este; Anna, Chella y Estubeny al oeste; todas ellas de la provincia de Valencia.

### Término municipal
La extensión del término municipal es de 13,91 km², equivalentes a 1391 hectáreas. La superficie cultivada representa el 52 %, (35 % regadío y 17 % secano), mientras que la restante corresponde a montañas (41 %) y a improductiva (7 % caminos, carreteras, barrancos, río...).
Está dividido en Partidas, de las que destacamos: el Pla, la Serretella, les Hortes, i la Foia. Igualmente dispone de una extensa red de caminos rurales.

### Hidrografía
El río Sellent, afluente del Júcar por su margen derecha, tiene un recorrido de 14 kilómetros. Nace en la parte Sur de la comarca de la Canal de Navarrés.
A lo largo de su cuenca de 274 km², le afluyen una serie de barrancos, ramblas, fuentes, gorgos y las aguas del lago o albufera de Anna, así como también la rambla de Enguera, entre otras aportaciones.
Podríamos decir que es aquí cuando definitivamente se forma el río y recibe el nombre de río Sellent. Desemboca en el Júcar, en el término de Cotes, en un paraje denominado la goleta.
Tiene fuertes crecidas en otoño como consecuencia de lluvias torrenciales. En la cuenca hidrográfica, el Sellent es uno de los ríos que más caudal punta aporta al Júcar durante las avenidas y riadas, y ello con una gran rapidez, con lo cual este río, por sí mismo, es capaz de provocar una inundación de la comarca de la Ribera.
Se está estudiando la posibilidad de construir una presa (hidráulica) o embalse para regular las avenidas del río. Esta sería del tipo de laminación, y estaría situada entre los términos municipales de Anna y Estubeny, y tendría 52 m de altura que embalsaría la cantidad de 33 hm³.
Les fechas aproximadas de comienzo de las obras dependerían de las prioridades establecidas en el Plan Hidrológico Nacional.

### Relieve
En el término municipal destacan las montañas siguientes: el Montot (417 m), es un vértice geodésico de tercer orden donde confluyen los términos municipales de Anna, Chella, Cotes i Sellent;  el alto de Macisco (282 m);  els Cantalars (264 m);  el Tossal Negre (253 m);  la Lloma Redona (250 m);  el alto del barranco de Bono (242 m);  el Llano de las Cruces (230 m);  el Monte Olivet (222 m);  la Solana (184 m);  el Estepar (154 m).
Otras formaciones del relieve son: las cuevas de l'Horteta y de la Abuela, les simas de la Quebrantada o de la Figuerota, así como riscos y barrancos.

### Parajes pintorescos
- La Font del Pinar.

Situada en la montaña del "Tossal", al otro lado del río Sellent. Cuenta con una zona de ocio y recreativa con un cubierto con barbacoa-paelleros.
Igualmente dispone de bancos, servicios, agua de la fuente, para poder pasar un día en un entorno de vegetación y de grandes vistas ya que se divisa el pueblo desde lo alto, y también el Valle de Cárcer.
- Campo de actividades cinegéticas.

Situado en la montaña de "la Serretella", con una visión maravillosa ya que desde allí se divisa un bonito paisaje. Consta de instalaciones de canchas de tiro al plato y olímpico, así como tiro de pichón y adiestramiento de perros de caza con codornices. Dispone de parque infantil, aparcamiento y un bar-restaurante. El complejo cinegético y deportivo es gestionado por la Sociedad de Cazadores local que dispone de 11 hectáreas de terreno arrendadas por el Ayuntamiento.

## Historia
Prehistoria
No existen datos de la existencia humana en esta época. Se encontraron restos ibéricos cerca de la ermita de Santa Ana (a unos 4 km), en concreto un vaso ibérico bitroncocónico, de pasta rojiza, con corto gollete y borde revertido, provisto de dos asas, que se guardó en el Museo de la Academia Científica y Literaria de la Juventud Católica de Játiva, y cuyo paradero actual se desconoce.
Historia
Durante el siglo VIII los musulmanes llegaron a esta comarca de la Ribera Alta y al observar la fertilidad de sus tierras, cruzadas por el río Júcar de oeste a este, y por su afluente el río Sellent de sur a norte, de limpias y transparentes aguas, ambos ríos con abundante pesca, así como el suave clima resguardado de los vientos por las sierras del Montot y Realeng; así que ante tan óptimas condiciones decidieron poblarla y colonizarla. Los musulmanes edificaron la alquería de Sallent, así denominada; construyeron un castillo en el montículo o cerro, establecieron el cultivo del arroz y de la morera para la cría del gusano de seda, que hasta finales del siglo pasado constituyó su principal riqueza.
En la conquista de la ciudad de Játiva, el rey Jaime I asentó su ejército en la zona del Estepar de la alquería de Sallent, y desde ese lugar atacó Jativa, ya que era una plaza muy importante, que acabaría convirtiéndose en la segunda ciudad del Reino de Valencia. Para ello hizo una serie de incursiones contra los musulmanes entre los años 1239 y 1244, ya que era un castillo fuerte, duro y con grandes murallas y torreones.
En 1414 pertenecía a Francesc Soler, y poco después pasó a la familia Marradas, que se convirtieron en Condes de Sallent en el siglo XVII. En el año 1609 la alquería de Sallent quedó deshabitada como consecuencia de la expulsión de los moriscos. En el terremoto de 1748, que destruyó el castillo de Montesa, se hundieron varias casas, entre ellas el castillo señorial.

## Demografía
Sellent cuenta con una población de 383 habitantes (INE 2024).
| Gráfica de evolución demográfica de Sellent entre 1842 y 2021                                                       |
| |
| Población de derecho según los censos de población del INE Población de hecho según los censos de población del INE |

El origen de la población de Sellent es morisco, ya que el pueblo era una alquería musulmana que se estableció en este lugar hacia el siglo VIII. En 1239 fue conquistada la alquería por el rey Jaime I de Aragón.
Los primeros datos de la población comienzan en 1520, con 34 casas de cristianos (136 vecinos). En 1609 quedó prácticamente deshabitada la alquería con la expulsión de los moriscos, y en 1616 tan solo había 3 casas ocupadas (12 vecinos). En 1630 aumentó a 15 casas.
En 1852 había 58 casas (200 personas). A finales del siglo XIX, en 1895, había 360 personas. Comenzó el siglo XX con un censo de 391 vecinos. En 1910 eran ya 415 y en 1920 aumentaron a 447 habitantes, pasando a 552 vecinos en el año 1930.
Fue en la década de 1950 a 1960 cuando el municipio alcanzó el máximo nivel de población, y la totalidad de casas de campo estaban habitadas, coincidiendo con la época en que había mucho trabajo en las labores agrícolas.
A partir de 1960 sufre la pérdida de población por la emigración hacia las zonas industrializadas, el llamado éxodo rural.

## Economía
Su economía descansa en la agricultura, principalmente en la de regadío, siendo el naranjo el cultivo primordial. La producción y exportación de la naranja es prácticamente la única actividad mercantil y la principal aportación a la economía local.
En el cultivo de secano tenemos el olivo y el algarrobo.
La ganadería ya no cuenta con cabezas de lanar, cabrío y vacuno que poseía en tiempos pasados. Carece de industria.

## Administración y política
| Periodo   | Nombre                | Partido                                         |
| --------- | --------------------- | ----------------------------------------------- |
| 1979-1983 | Joaquín Llácer LLácer | AIS, Agrupación Independiente Sellent           |
| 1983-1987 | Joaquín Llácer Llácer | AIS, Agrupación Independiente Sellent           |
| 1987-1991 | Joaquín Llácer Llácer | AIS, Agrupación Independiente Sellent           |
| 1991-1995 | Joaquín Llácer Llácer | Independiente PSPV-PSOE                         |
| 1995-1999 | Jorge Penalba Sancho  | UV                                              |
| 1999-2003 | Jorge Penalba Sancho  | PP                                              |
| 2003-2007 | Jorge Penalba Sancho  | PP                                              |
| 2007-2011 | Jorge Penalba Sancho  | PP                                              |
| 2011-2015 | Vicente Monar         | PP                                              |
| 2015-2019 | Vicente Monar         | PP                                              |
| 2019-2023 | Raquel Sancho Reig    | PP                                              |
| 2023-act. | Jordi San Martín Bono | Partit Socialista del País Valencià (PSPV-PSOE) |

## Servicios públicos
Aunque el pueblo es pequeño, dispone de los siguientes servicios:
- Recogida domiciliaria de la basura.
- Parques y Jardines.
- Guardería Infantil y Grupo Escolar, donde se imparten los niveles de enseñanza desde 1 a 12 años.
- Consultorio médico.- Consultas de medicina general, de pediatría y de ATS.
- Farmacia.- Presta servicio desde agosto de 1981.
- Hogar del Jubilado, construido en 1983.
- Servicios Sociales.- Se presta de forma mancomunada con los municipios de Alcántera, Beneixida, Cárcer, Cotes y Sumacárcer.
- Campo de actividades cinegéticas.- Popularmente llamado "campo de Tiro". Consta de instalaciones de canchas de tiro al plato y olímpico, así como tiro de pichón y adiestramiento de perros de caza con codornices. Dispone de parque infantil, aparcamiento y un bar-restaurante. El complejo cinegético y deportivo es gestionado por la Sociedad de Cazadores local que dispone de 11 hectáreas de terreno arrendadas por el Ayuntamiento.
- Centro Sociocultural, en la plaza de la iglesia.
- Casa de Cultura, en la avendida del País Valenciano, donde está ubicada también la biblioteca-agencia de lectura.
- Polideportivo.- Cuenta con unas completas instalaciones que ocupan una extensión de 16 600 m² en la partida de "l'Horteta", repartidas en un campo de fútbol, pista multiusos (fútbol sala, voleibol, baloncesto...), un frontón, unos vestuarios de 120 m², un bar y un amplio aparcamiento.
- Piscina.- Ubicada a la partida "Les Hortes", de 25 m de larga x 12 de ancha.
- Ecoparque.- Situado en la partida la Serretella, para el vertido de residuos sólidos de forma clasificada y así facilitar el reciclaje.

## Patrimonio

### Monumental
- Iglesia parroquial. Dedicada a la Purísima Concepción. Fue construida durante el siglo XVI, aproximadamente en el año 1535, encima de lo que fue mezquita de la alquería musulmana.
- Castillo árabe. De origen musulmán, adquirió cierta importancia en los primeros tiempos de la Reconquista, gracias a su situación estratégica. Posteriormente quedó en desuso y abandonado, siendo finalmente arrasado por el terremoto que asoló la zona en 1748. Su patio de armas debió de estar en el espacio que hoy ocupa la plaza de la iglesia. En la actualidad sólo permanecen restos de la muralla a nivel arqueológico, ya que las viviendas colindantes han ido absorbiendo los restos de su amurallamiento.

### Documental
- El Libro del Pueblo. Se llama "Sellent, així és el poble". Su autor es "Joaquín Llácer Llácer" y ha sido editado por el Ayuntamiento de la localidad. Consta de 543 páginas escritas en valenciano que tratan sobre la geografía e historia locales, con abundante información geográfica, acompañada de muchos planos y fotografías del pueblo, término municipal, el relieve, la agricultura, hidrografía, etc.; también trata de la evolución de la población, las costumbres y tradiciones... En lo concerniente a aspectos históricos, la obra presenta los orígenes y la reconquista del rey Jaime I, documentos inéditos de la guerra civil y la posguerra, catástrofes naturales, y un amplio estudio sobre la Comunidad de Regantes. El autor, ha recopilado todos esos datos que permitirán a las futuras generaciones conocer su pasado.

## Gastronomía y fiestas
- La gastronomía se basa en el arroz en cualquiera de sus preparaciones, principalmente en la paella valenciana, que en esta zona se hace con conejo, pollo, judías, habas, alcachofas, y tomate. También son platos típicos el "arroz al horno" y el "arroz con judías y nabos" ("arròs amb fesols i naps").
- Las fiestas Patronales se celebran durante el penúltimo fin de semana de agosto (jueves, viernes y sábado) dedicadas a sus patronos San Isidro Labrador, la Purísima Concepción y el Santísimo Cristo del Amparo.

## Asociaciones
Existen nueve Asociaciones locales, que son verdaderos órganos de participación de los vecinos en la defensa de sus intereses comunes:
- Sociedad Colombicultora, fundada en 1924;
- Sociedad de Cazadores, constituida en 1943;
- Asociación de Padres de Alumnos, AMPA, en 1981;
- Asociación de Amas de Casa, en 1981;
- Unión deportiva Sellent, creada en 1983;
- Asociación de Jubilados y Pensionistas, en 1984;
- Asociación Lucha contra el Cáncer, en 1984:
- Consejo Local de la Juventud, en 1987;
- Sociedad Musical de Sellent, en 1988.